# كيجي كسومي
كيجي كسومي (باليابانية: 楠美 圭史) (25 يوليو 1994 في ميتاكا في اليابان – )؛ هو لاعب كرة قدم ياباني سابق كان يلعب كلاعب وسط.

## وصلات خارجية
- كيجي كسومي على موقع رابطة كرة القدم اليابانية للمحترفين (اليابانية)
- كيجي كسومي على موقع قاعدة بيانات كرة القدم.إي يو (الإنجليزية)
- كيجي كسومي على موقع Soccerway.com (الإنجليزية)
- كيجي كسومي على موقع عالم كرة القدم.نت (الإنجليزية)